# ماکسیم رودینسون
ماکسیم رودینسون (انگلیسی: Maxime Rodinson; ۲۶ ژانویهٔ ۱۹۱۵ – ۲۳ مهٔ ۲۰۰۴) اسلام‌شناس، مورخ، جامعه‌شناس و شرق‌شناس مارکسیست اهل فرانسه بود. او پسر یک تاجر لباس با اصلیت روسی-لهستانی بود که والدینش را در اردوگاه کار اجباری آشویتس به قتل رساندند. پس از مطالعه زبان‌های شرقی، استاد زبان اتیوپی (زبان گعز) در «کول یا پراتاتی، اوت یل» شد. ماکسیم صاحب مجموعه‌ای از آثار، از جمله کتاب محمد، زندگی‌نامه پیامبر اسلام بود.
رودینسون در سال ۱۹۳۷ به دلایل اخلاقی به حزب کمونیست فرانسه پیوست اما در سال ۱۹۵۸ پس از انتقاد از حزب کمونیست فرانسه اخراج شد. او زمانی در فرانسه به خوبی شناخته شد که انتقادات شدیدی از اسرائیل به ویژه در مخالفت با سیاست‌های شهرک سازی دولت اسرائیل ابراز کرد. برخی او را به ابداع اصطلاح فاشیسم اسلامی (Islamic fascism) در سال ۱۹۷۹ نسبت می‌دهند که او از آن برای توصیف انقلاب ایران استفاده کرد.

## زندگی‌نامه

### خانواده
والدین ماکسیم رودینسون مهاجران یهودی روسی-لهستانی و از اعضای حزب کمونیست بودند. آنها در پایان قرن نوزدهم به عنوان پناهنده از قتل‌عام در امپراتوری روسیه وارد فرانسه شدند. پدرش یک تاجر لباس بود که در منطقه ییدیش زبان پاریس، به نام پلتزل، در ناحیه مارایس، تجارتی برای تولید لباس‌های ضدآب راه اندازی کرد. آنها تبدیل به مرکز تجمعی برای دیگر تبعیدیان روسی شدند که بیشتر آنها انقلابیون ضد تزار بودند. پدرش کوشش کرد تا برای گروه مهاجر طبقه کارگر خود اتحادیه و خدمات آموزشی ایجاد کرده و آنها را سازماندهی کند. در سال ۱۸۹۲، او به تأسیس یک کتابخانه اجتماعی که شامل صدها اثر به زبان‌های ییدیش، روسی و فرانسوی بود کمک کرد.
در سال ۱۹۲۰، رودینسون‌ها به حزب کمونیست پیوستند و به محض اینکه فرانسه جمهوری‌های اتحاد جماهیر شوروی روسیه را به رسمیت شناخت، در سال ۱۹۲۴، درخواست شهروندی شوروی کردند. رودینسون در خانواده ای پرشور کمونیست، غیر مذهبی و ضد صهیونیست بزرگ شد.

### سنین جوانی و تحصیل
رودینسون در ۲۶ ژانویه ۱۹۱۵ در پاریس به دنیا آمد. نه او و نه خواهرش زبان ییدیش را یاد نگرفتند. خانواده فقیر بود، بنابراین رودینسون در سن ۱۳ سالگی پس از دریافت گواهی مدرسه ابتدایی به شاگرد مغازه‌ای پرداخت و نان آور خانه شد. کار او با فراگیری کتابهایی که قرض گرفته می‌شد و معلمانی که اجنت نمی‌گرفتند رد رونق گرفت و رودینسون ابتدا بعدازظهرهای شنبه و عصرها شروع به مطالعه زبان‌های شرقی کرد.
در سال ۱۹۳۲، به لطف قانونی که به افراد بدون مدرک تحصیلی اجازه می‌داد در آزمون ورودی رقابتی شرکت کنند، رودینسون وارد مدرسه زبان شرقی شد و حرفه دیپلمات-مترجم شد را آموخت. او عربی خواند اما بعداً با تهیه پایان‌نامه‌ای در سامی‌شناسی تطبیقی، عبری را نیز آموخت که باعث تعجب خانواده‌اش شد. در سال ۱۹۳۷ وارد شورای ملی تحقیقات شد و دانشجوی تمام وقت اسلام شد و به حزب کمونیست پیوست.

### سوریه و لبنان (۱۹۴۰–۱۹۴۷)
در سال ۱۹۴۰، پس از آغاز جنگ جهانی دوم، رودینسون به عضویت مؤسسه فرانسوی در دمشق منصوب شد. اقامت بعدی او در لبنان و سوریه به او در جلوگیری از آزار و اذیت یهودیان در فرانسه اشغالی نقش داشت و دانش خود را دربارهٔ اسلام گسترش داد. والدین او در سال ۱۹۴۳ در آشویتس جان باختند. رودینسون هفت سال بعدی که در لبنان گذراند، شش سال را به عنوان کارمند دولتی در بیروت و شش ماه را در صیدا در دبیرستانی تدریس کرد.

### استاد زبانهای شرقی و مارکسیست بدون حزب
در سال ۱۹۴۸، رودینسون کتابدار کتابخانه ملی پاریس شد و در آنجا مسئول بخش مسلمانان شد. در سال ۱۹۵۵، او به عنوان مدیر مطالعات اکول پاتریک منصوب شد و چهار سال بعد به یک استاد کلاسیک اتیوپی تبدیل شد. رودینسون در سال ۱۹۵۸ به دنبال افشاگری نیکیتا خروشچف از جنایات استالین در میان اتهاماتی که به او در استفاده از انجمن برای پیشبرد مقاصد خود کردند، حزب کمونیست را ترک کرد، اما با این وجود مارکسیست باقی ماند. به گفته خود رودینسون، این تصمیم بر اساس نادانی او بود، و او توضیح داد که عضویت در حزب مانند پیروی از یک مذهب است و او می‌خواهد «تعطیل محدود تلاش‌ها برای شفاف‌سازی را به ضرورت‌های بسیج، حتی برای اهداف عادلانه، کنار بگذارد.»
او با انتشار کتاب محمد در سال ۱۹۶۱، زندگی‌نامه ای از زندگی پیامبر اسلام که از دیدگاه جامعه شناختی نوشته شده بود، شناخته شد، کتابی که هنوز در بخش‌هایی از جهان عرب ممنوع است. پنج سال بعد، او اسلام و سرمایه‌داری را منتشر کرد که مطالعه ای در مورد افول اقتصادی جوامع مسلمان بود. او به همراه سایر همکاران متعهد به چپ (النا کاسین، موریس گودولیه، آندره جورج هادریکور، چارلز مالامود، ژان پل بریسون، ژان یویوته، ژان بوترو) در یک اتاق فکر مارکسیستی که توسط ژان پیر ورنانت سازماندهی شده بود، شرکت کرد. این گروه در سال ۱۹۶۴، با ایجاد مرکز تحقیقاتی مقایسه‌ای سو لس sociétés anciennes، که بعداً به مرکز لویی گرنت تبدیل شد، شکلی نهادی به خود گرفت و بیشتر بر مطالعه یونان باستان تمرکز کرد. او در سال ۱۹۹۵ جایزه‌ای را از سوی سازمان عقل‌گرا دریافت کرد.
رودینسون در ۲۳ مه ۲۰۰۴ در مارسی درگذشت.

## درگیری اسرائیل و فلسطین

### حمایت از خودمختاری فلسطین
رودینسون در طول جنگ شش روزه اسرائیل و کشورهای عربی موضعی عمومی به نفع خودمختاری فلسطینیان گرفت. رودینسون چند ماه قبل از انتشار مقاله معروف خود در جلسه‌ای که در «متوالیته یا خانه متقابل» در پاریس برای مبارزه فلسطینی‌ها تشکیل شده بود، شرکت کرد. مقاله رودینسون که در ژوئن ۱۹۶۷ تحت عنوان «اسرائیل، استعمار واقعی» (اسرائیل، یک واقعیت استعماری) در مجله «دوران مدرن» ژان پل سارتر منتشر شد، او را به عنوان مدافع آرمان فلسطین معرفی کرد. او به همراه همکارش ژاک برک گروه تحقیق و اقدام برای فلسطین را ایجاد کرد.
در آن زمان، او مشاهده کرد که مبارزات فلسطینی هدفی است که عمدتاً توسط نیروهای راست ضدیهودی و حواشی چپ‌های مائوئیست پذیرفته شده‌است. وی از فلسطینی‌ها خواست که پرونده خود را به اروپای لیبرال برسانند و به آنها در مورد خطر ماهیت مذهبی درگیری که آبروی یک هدف عادلانه را خدشه دار می‌کند، هشدار داد:
«در تب و تاب مبارزه ایدئولوژیک علیه صهیونیسم، آن دسته از اعراب که بیشتر تحت تأثیر گرایش دینی اسلام بودند، به‌طور کلی تعصبات قدیمی مذهبی ریشه دار را علیه یهودیان برجسته کردند.»

## آثار ماکسیم رودینسون
این فهرست به نسخه‌های انگلیسی اشاره دارد.
- اعراب (۱۹۸۱) ISBN 0-22672356   انتشار اصلی فرانسوی: ۱۹۷۹
- مارکسیسم و جهان اسلام (۱۹۸۲) شابک ۰-۸۵۳۴۵-۵۸۶-۴، نشریه اصلی فرانسوی: ۱۹۷۲
- الحاد علمی مارکسیست-لنینیست و مطالعه دین و الحاد در اتحاد جماهیر شوروی (دین و عقل) نوشته جیمز تروور با مقدمه ماکسیم رودینسون (۱۹۸۳) ISBN 90-279-3060-0
- فرقه، گتو، و دولت: تداوم مسئله یهودی (۱۹۸۴) شابک ۰-۶۸۵-۰۸۸۷۰-۷
- اسرائیل: یک کشور استعماری-شهرک نشین؟ (۱۹۸۸) شابک ۰-۹۱۳۴۶۰-۲۲-۲
- اروپا و رمز و راز اسلام (۲۰۰۲) ISBN 1-85043-106-X، ترجمه "La Fascination de l'Islam"، ۱۹۸۰
- محمد (۲۰۰۲) شابک ۱-۵۶۵۸۴-۷۵۲-۰، نشریه اصلی فرانسوی: ۱۹۶۰
- اسلام و سرمایه‌داری (۱۹۷۳) ISBN 0-292-73816-1، نشریه اصلی فرانسوی «اسلام و سرمایه‌داری» در سال ۱۹۶۶.